# Paronychia argentea
Paronychia argentea — вид квіткових рослин родини гвоздичні (Caryophyllaceae). Етимологія: лат. argenteus — «сріблястий». Суцвіття рослини виділяються сріблястими приквітками довжиною від 4 до 6 мм.

## Опис
Однорічна сланка рослина, що досягає висоти 30 см. Стебло голе або запушене з протилежним, еліптичним листям. Квіти гермафродити. Плід — сім'янка. Квітне від зими до літа.

## Поширення
Батьківщина. Північна Африка: Алжир; Єгипет; Лівія; Марокко; Туніс. Західна Азія: Кіпр; Єгипет — Синай; Ізраїль; Йорданія; Ліван; Сирія; Туреччина. Південна Європа: Греція; Італія; Франція; Португалія; Іспанія [вкл. Канарські острови]. Живе на пустках або сухих ґрунтах, дюнах і канавах.

## Галерея

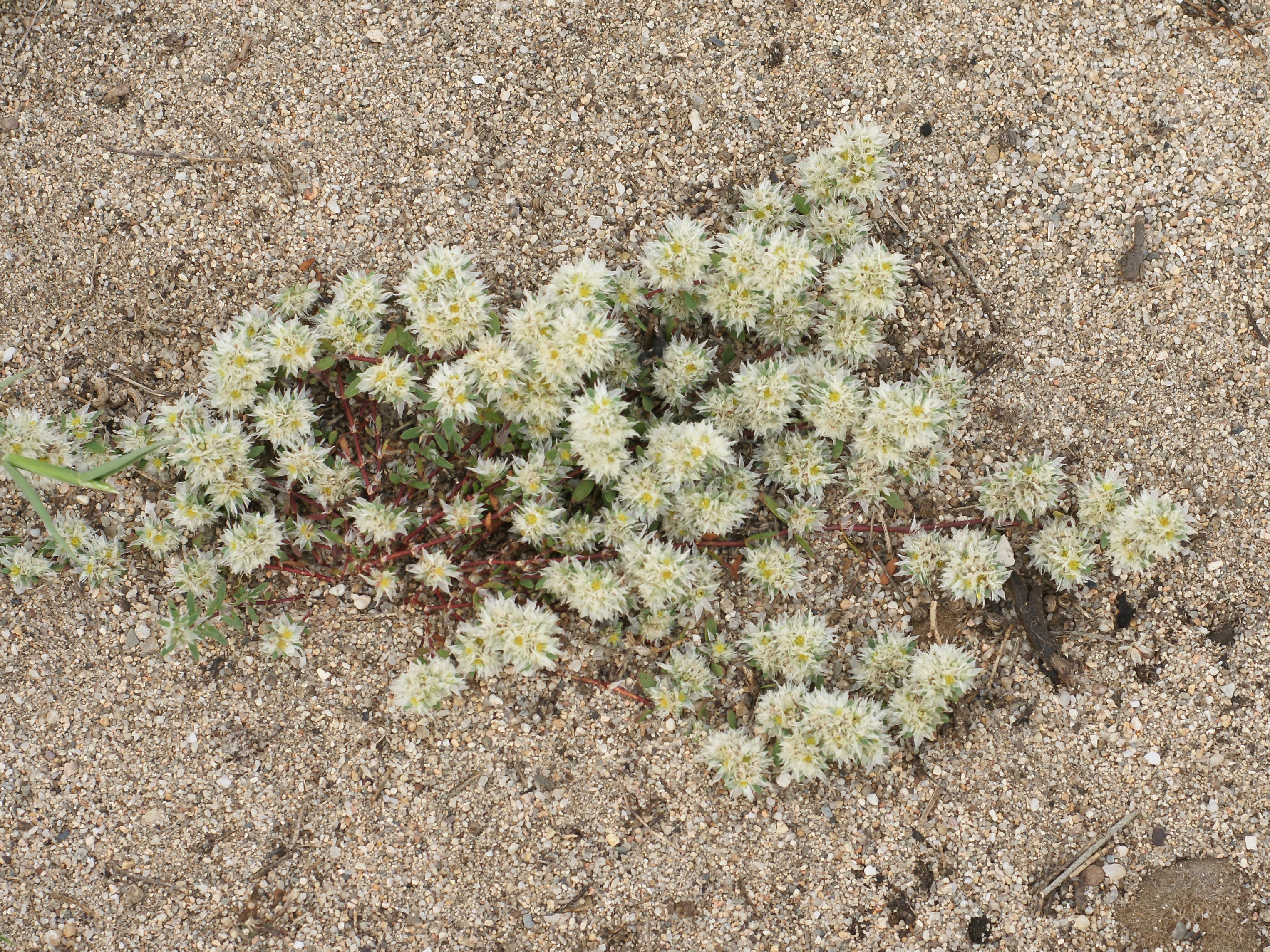
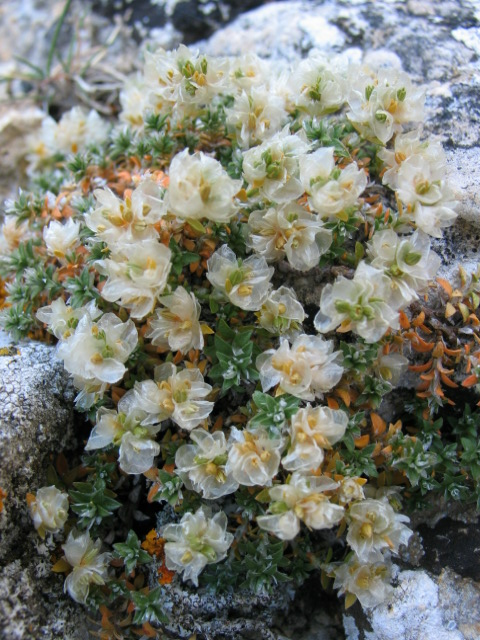
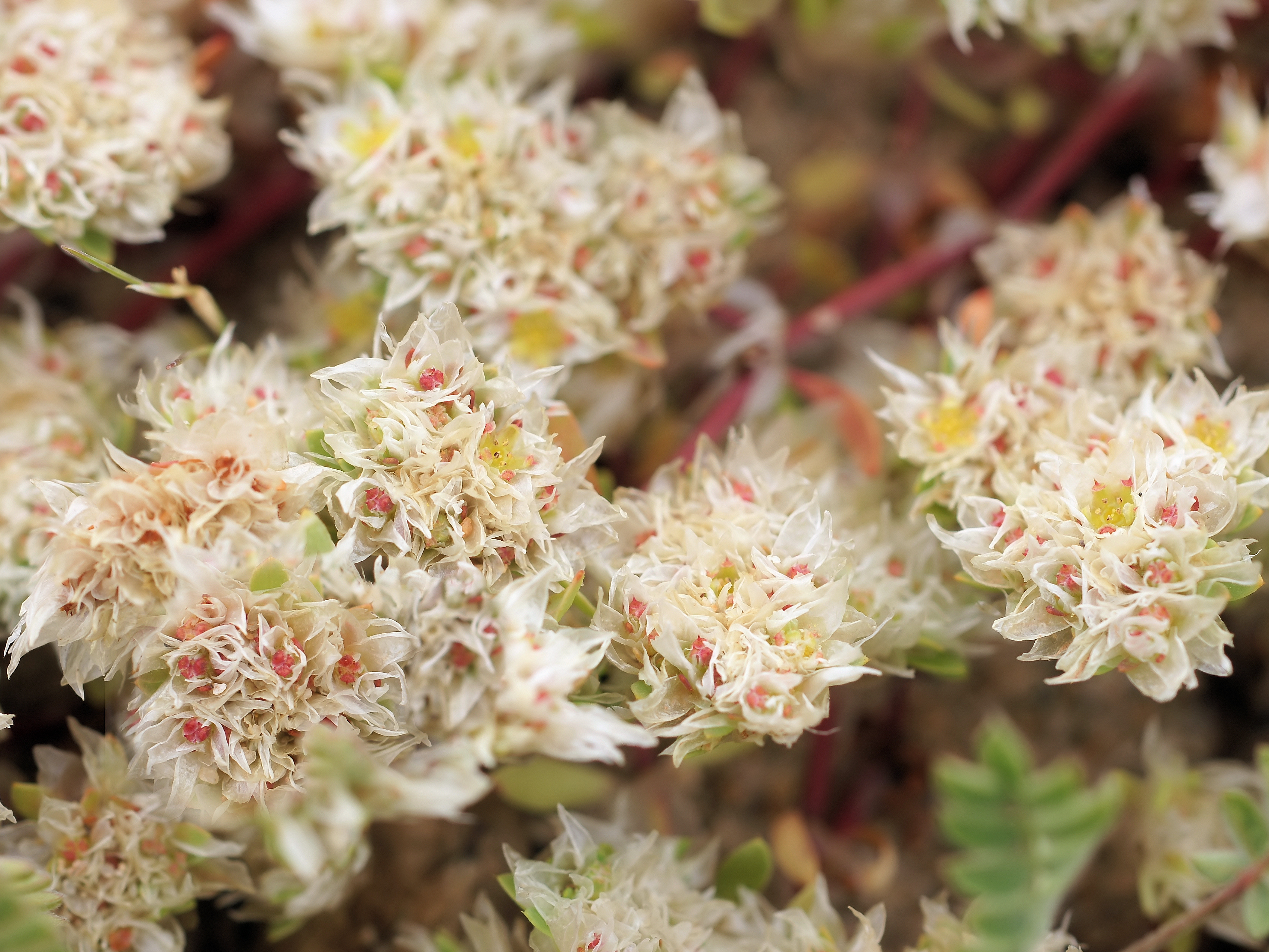